# Serie A1 2019-2020 (pallamano femminile)
La Serie A1 2019-2020 è stata la 51ª edizione della massima serie del campionato italiano di pallamano femminile. Il campionato è iniziato il 7 settembre 2019 e si è concluso il 7 marzo 2020, data di disputa delle ultime gare prima delle sospensioni dovute alla pandemia di COVID-19, con lo stop definitivo arrivato il 5 aprile 2020. La classifica finale è stata redatta in base a un coefficiente derivante dal rapporto tra punti conquistati e partite disputate. Il titolo di squadra campione d'Italia non è stato assegnato, mentre i posti per la partecipazione alle competizioni europee EHF sono stati assegnati in base alla classifica finale.

## Stagione

### Avvenimenti
Dalla Serie A1 2018-2019 era stato retrocesso il Flavioni Civitavecchia, mentre dalla Serie A2 2018-2019 era stato promosso l'Conversano, vincitore dei play-off promozione.
Il 24 maggio 2019 la FIGH ha pubblicato il vademecum per la stagione 2019-2020, contenente il regolamento del campionato. Alla scadenza delle iscrizioni per la partecipazione al campionato tre squadre aventi diritto alla partecipazione del campionato non hanno effettuato l'iscrizione per la stagione in questione: Dossobuono, Leonessa Brescia e la neopromossa Conversano. Sono state accolte le richieste di ripescaggio di Mestrino e Nuoro, portando l'organico della Serie A1 a nove unità anziché le previste dieci.
Dalla seconda metà di febbraio 2020 l'Italia è stata colpita da una pandemia di COVID-19, che ha interessato prevalentemente l'Italia settentrionale, costringendo al rinvio della 16ª giornata di campionato e di due partite valide per la 17ª giornata. Successivamente, con l'aggravarsi della pandemia, la FIGH, recependo le disposizioni governative adottate a tutela della sicurezza pubblica, ha disposto la sospensione del campionato di Serie A1 femminile fino al 3 aprile. Il 5 aprile la FIGH ha decretato la sospensione definitiva dei campionati, redigendo la classifica finale sulla base di un coefficiente calcolato come il rapporto tra i punti conquistati e le partite disputate, e bloccando le retrocessioni. Dopo aver ipotizzato la disputa di una final four per l'assegnazione dello scudetto, il 30 aprile la stessa FIGH ha comunicato la fine della stagione 2019-2020 in via definitiva, non assegnando lo scudetto e definendo i posti per le competizioni europee sulla base della classifica finale.

### Formula
Il campionato si è svolto tra 9 squadre che si affrontarono con la formula del girone all'italiana con partite di andata e ritorno.
Per ogni incontro i punti assegnati in classifica erano così determinati:
- due punti per la squadra che vince l'incontro;
- un punto per il pareggio;
- zero punti per la squadra che perde l'incontro.

Al termine della stagione regolare le prime cinque squadre classificate disputavano i play-off per lo scudetto, con un girone di qualificazione all'italiana e successivamente semifinali e finali al meglio delle tre gare.
Le squadre classificate dal sesto al nono posto disputavano una poule retrocessione dove, al termine di un girone all'italiana, l'ultima squadra classificata veniva retrocessa in Serie A2.
Al termine dei play-off vengono emessi i seguenti verdetti:
- 1ª classificata: è proclamata campione d'Italia ed acquisisce il diritto a partecipare alla EHF European League;
- 2ª classificata: acquisisce il diritto a partecipare alla EHF European Cup;
- 3ª classificata: acquisisce il diritto a partecipare alla EHF European Cup;
- 4ª classificata: acquisisce il diritto a partecipare alla EHF European Cup;
- 9ª classificata: retrocede in Serie A2.

## Squadre partecipanti
| Squadra         | Città                | Palasport            | Stagione precedente                     |
| --------------- | -------------------- | -------------------- | --------------------------------------- |
| Ariosto Ferrara | Ferrara              | Palaboschetto        | 6º posto in Serie A1                    |
| Brixen Südtirol | Bressanone (BZ)      | Raiffeisen Arena     | 3º posto in Serie A1                    |
| Cassano Magnago | Cassano Magnago (VA) | PalaTacca            | 7º posto in Serie A1                    |
| Nuoro           | Nuoro                | Palestra polivalente | 4º posto in Serie A2, girone B play-off |
| Leno            | Leno (BS)            | Handball Arena       | 8º posto in Serie A1                    |
| Mestrino        | Mestrino (PD)        | PalaLissaro          | 2º posto in Serie A2, girone B play-off |
| Oderzo          | Oderzo (TV)          | PalaOpitergium       | 2º posto in Serie A1                    |
| PDO Salerno     | Salerno              | PalaPalumbo          | 1º posto in Serie A1                    |
| Casalgrande     | Casalgrande (RE)     | PalaKeope            | 4º posto in Serie A1                    |

## Classifica finale
|  | Pos. | Squadra         | Q     | Pt | G  | V  | N | P  | GF  | GS  | DR   |
|  | ---- | --------------- | ----- | -- | -- | -- | - | -- | --- | --- | ---- |
|  | 1.   | Oderzo          | 1,64  | 23 | 14 | 11 | 1 | 2  | 379 | 309 | +70  |
|  | 2.   | PDO Salerno     | 1,64  | 23 | 14 | 11 | 1 | 2  | 403 | 326 | +77  |
|  | 3.   | Brixen Südtirol | 1,60  | 24 | 15 | 12 | 0 | 3  | 401 | 314 | +87  |
|  | 4.   | Mestrino        | 1,21  | 17 | 14 | 8  | 1 | 5  | 331 | 317 | +14  |
|  | 5.   | Cassano Magnago | 1,00  | 14 | 14 | 6  | 2 | 6  | 374 | 366 | +8   |
|  | 6.   | Ariosto Ferrara | 0,76  | 10 | 13 | 5  | 0 | 8  | 333 | 330 | +3   |
|  | 7.   | Casalgrande     | 0,69  | 9  | 13 | 4  | 1 | 8  | 324 | 363 | -39  |
|  | 8.   | Leno            | 0,28  | 4  | 14 | 2  | 0 | 12 | 291 | 403 | -112 |
|  | 9.   | Nuoro (-1)      | -0,07 | -1 | 13 | 0  | 0 | 13 | 274 | 382 | -108 |

Legenda:
      Qualificata all'EHF European League.
      Qualificata all'EHF European Cup.
Note:
Due punti a vittoria, uno a pareggio, zero a sconfitta.
L'HAC Nuoro ha scontato 1 punto di penalizzazione.

## Risultati
| Andata  | Andata          | 1ª/10ª giornata      | Ritorno | Ritorno |
|         |                 |                      |         |         |
| 14 set. | 23-30           | Casalgrande - Oderzo | 30-29   | 11 gen. |
| 14 set. | 21-23           | Leno - C. Magnago    | 27-28   | 11 gen. |
| 14 set. | 20-29           | Nuoro - Mestrino     | 20-23   | 15 gen. |
| 14 set. | 23-22           | Ariosto - Brixen     | 21-31   | 11 gen. |
| 14 set. | Riposa: Salerno |                      |         |         |

| Andata  | Andata         | 2ª/11ª giornata          | Ritorno | Ritorno |
|         |                |                          |         |         |
| 21 set. | 31-26          | Salerno - Ariosto        | 29-27   | 18 gen. |
| 21 set. | 29-16          | Brixen - Nuoro           | 28-18   | 18 gen. |
| 21 set. | 25-20          | Mestrino - Leno          | 23-17   | 18 gen. |
| 21 set. | 24-24          | C. Magnago - Casalgrande | 26-27   | 18 gen. |
| 21 set. | Riposa: Oderzo |                          |         | 18 gen. |

| Andata  | Andata          | 1ª/10ª giornata      | Ritorno | Ritorno |
|         |                 |                      |         |         |
| 14 set. | 23-30           | Casalgrande - Oderzo | 30-29   | 11 gen. |
| 14 set. | 21-23           | Leno - C. Magnago    | 27-28   | 11 gen. |
| 14 set. | 20-29           | Nuoro - Mestrino     | 20-23   | 15 gen. |
| 14 set. | 23-22           | Ariosto - Brixen     | 21-31   | 11 gen. |
| 14 set. | Riposa: Salerno |                      |         |         |

| Andata  | Andata         | 2ª/11ª giornata          | Ritorno | Ritorno |
|         |                |                          |         |         |
| 21 set. | 31-26          | Salerno - Ariosto        | 29-27   | 18 gen. |
| 21 set. | 29-16          | Brixen - Nuoro           | 28-18   | 18 gen. |
| 21 set. | 25-20          | Mestrino - Leno          | 23-17   | 18 gen. |
| 21 set. | 24-24          | C. Magnago - Casalgrande | 26-27   | 18 gen. |
| 21 set. | Riposa: Oderzo |                          |         | 18 gen. |

| Andata | Andata          | 3ª/12ª giornata        | Ritorno | Ritorno |
|        |                 |                        |         |         |
| 5 ott. | 22-29           | C. Magnago - Oderzo    | 30-30   | 5 gen.  |
| 5 ott. | 23-28           | Casalgrande - Mestrino | 23-26   | 5 gen.  |
| 5 ott. | 15-28           | Leno - Brixen          | 20-29   | 5 gen.  |
| 5 ott. | 21-30           | Nuoro - Salerno        | 25-34   | 5 gen.  |
| 5 ott. | Riposa: Ariosto |                        |         | 5 gen.  |

| Andata  | Andata        | 4ª/13ª giornata       | Ritorno | Ritorno |
|         |               |                       |         |         |
| 12 ott. | 21-19         | Oderzo - Ariosto      | 25-20   | 1º feb. |
| 12 ott. | 40-22         | Salerno - Leno        | 33-18   | 1º feb. |
| 12 ott. | 25-22         | Brixen - Casalgrande  | 34-21   | 18 feb. |
| 12 ott. | 31-29         | Mestrino - C. Magnago | 23-32   | 1º feb. |
| 12 ott. | Riposa: Nuoro |                       |         |         |

| Andata | Andata          | 3ª/12ª giornata        | Ritorno | Ritorno |
|        |                 |                        |         |         |
| 5 ott. | 22-29           | C. Magnago - Oderzo    | 30-30   | 5 gen.  |
| 5 ott. | 23-28           | Casalgrande - Mestrino | 23-26   | 5 gen.  |
| 5 ott. | 15-28           | Leno - Brixen          | 20-29   | 5 gen.  |
| 5 ott. | 21-30           | Nuoro - Salerno        | 25-34   | 5 gen.  |
| 5 ott. | Riposa: Ariosto |                        |         | 5 gen.  |

| Andata  | Andata        | 4ª/13ª giornata       | Ritorno | Ritorno |
|         |               |                       |         |         |
| 12 ott. | 21-19         | Oderzo - Ariosto      | 25-20   | 1º feb. |
| 12 ott. | 40-22         | Salerno - Leno        | 33-18   | 1º feb. |
| 12 ott. | 25-22         | Brixen - Casalgrande  | 34-21   | 18 feb. |
| 12 ott. | 31-29         | Mestrino - C. Magnago | 23-32   | 1º feb. |
| 12 ott. | Riposa: Nuoro |                       |         |         |

| Andata  | Andata       | 5ª/14ª giornata       | Ritorno | Ritorno |
|         |              |                       |         |         |
| 19 ott. | 18-27        | Mestrino - Oderzo     | 19-20   | 8 feb.  |
| 19 ott. | 24-27        | C. Magnago - Brixen   | 16-24   | 8 feb.  |
| 19 ott. | 21-25        | Casalgrande - Salerno | 13-33   | 8 feb.  |
| 19 ott. | 17-38        | Nuoro - Ariosto       | 21-24   | 8 feb.  |
| 19 ott. | Riposa: Leno |                       |         | 8 feb.  |

| Andata | Andata              | 6ª/15ª giornata      | Ritorno | Ritorno |
|        |                     |                      |         |         |
| 9 nov. | 27-21               | Oderzo - Nuoro       | 28-24   | 15 feb. |
| 9 nov. | 35-23               | Ariosto - Leno       | 26-28   | 15 feb. |
| 9 nov. | 27-30               | Salerno - C. Magnago | 27-23   | 16 feb. |
| 9 nov. | 24-20               | Brixen - Mestrino    | 24-21   | 15 feb. |
| 9 nov. | Riposa: Casalgrande |                      |         |         |

| Andata  | Andata       | 5ª/14ª giornata       | Ritorno | Ritorno |
|         |              |                       |         |         |
| 19 ott. | 18-27        | Mestrino - Oderzo     | 19-20   | 8 feb.  |
| 19 ott. | 24-27        | C. Magnago - Brixen   | 16-24   | 8 feb.  |
| 19 ott. | 21-25        | Casalgrande - Salerno | 13-33   | 8 feb.  |
| 19 ott. | 17-38        | Nuoro - Ariosto       | 21-24   | 8 feb.  |
| 19 ott. | Riposa: Leno |                       |         | 8 feb.  |

| Andata | Andata              | 6ª/15ª giornata      | Ritorno | Ritorno |
|        |                     |                      |         |         |
| 9 nov. | 27-21               | Oderzo - Nuoro       | 28-24   | 15 feb. |
| 9 nov. | 35-23               | Ariosto - Leno       | 26-28   | 15 feb. |
| 9 nov. | 27-30               | Salerno - C. Magnago | 27-23   | 16 feb. |
| 9 nov. | 24-20               | Brixen - Mestrino    | 24-21   | 15 feb. |
| 9 nov. | Riposa: Casalgrande |                      |         |         |

| Andata             | Andata                | 7ª/16ª giornata | Ritorno | Ritorno |
|                    |                       |                 |         |         |
| 4 dic.             | 26-23                 | Brixen - Oderzo | -       | n.d.    |
| 16 nov.            |                       |                 |         | n.d.    |
| 23-23              | Mestrino - Salerno    | -               |         | n.d.    |
| 30-33              | Casalgrande - Ariosto | -               |         | n.d.    |
| 20-18              | Leno - Nuoro          | -               |         | n.d.    |
| Riposa: C. Magnago |                       |                 |         |         |

| Andata  | Andata           | 8ª/17ª giornata      | Ritorno | Ritorno |
|         |                  |                      |         |         |
| 30 nov. | 17-33            | Leno - Oderzo        | 23-30   | 7 mar.  |
| 30 nov. | 30-35            | Nuoro - Casalgrande  | -       | n.d.    |
| 30 nov. | 26-30            | Ariosto - C. Magnago | -       | n.d.    |
| 30 nov. | 26-23            | Salerno - Brixen     | 28-27   | 7 mar.  |
| 30 nov. | Riposa: Mestrino |                      |         |         |

| Andata             | Andata                | 7ª/16ª giornata | Ritorno | Ritorno |
|                    |                       |                 |         |         |
| 4 dic.             | 26-23                 | Brixen - Oderzo | -       | n.d.    |
| 16 nov.            |                       |                 |         | n.d.    |
| 23-23              | Mestrino - Salerno    | -               |         | n.d.    |
| 30-33              | Casalgrande - Ariosto | -               |         | n.d.    |
| 20-18              | Leno - Nuoro          | -               |         | n.d.    |
| Riposa: C. Magnago |                       |                 |         |         |

| Andata  | Andata           | 8ª/17ª giornata      | Ritorno | Ritorno |
|         |                  |                      |         |         |
| 30 nov. | 17-33            | Leno - Oderzo        | 23-30   | 7 mar.  |
| 30 nov. | 30-35            | Nuoro - Casalgrande  | -       | n.d.    |
| 30 nov. | 26-30            | Ariosto - C. Magnago | -       | n.d.    |
| 30 nov. | 26-23            | Salerno - Brixen     | 28-27   | 7 mar.  |
| 30 nov. | Riposa: Mestrino |                      |         |         |

| \| Andata \| Andata \| 9ª/18ª giornata \| Ritorno \| Ritorno \| \| \| \| \| \| \| \| 7 dic. \| 27-17 \| Oderzo - Salerno \| - \| n.d. \| \| 7 dic. \| 22-15 \| Mestrino - Ariosto \| - \| n.d. \| \| 7 dic. \| 37-23 \| C. Magnago - Nuoro \| - \| n.d. \| \| 7 dic. \| 32-20 \| Casalgrande - Leno \| - \| n.d. \| \| 7 dic. \| Riposa: Brixen \| \| \| n.d. \| |                |                    |         |         |
| Andata | Andata         | 9ª/18ª giornata    | Ritorno | Ritorno |
| |                |                    |         |         |
| 7 dic. | 27-17          | Oderzo - Salerno   | -       | n.d.    |
| 7 dic. | 22-15          | Mestrino - Ariosto | -       | n.d.    |
| 7 dic. | 37-23          | C. Magnago - Nuoro | -       | n.d.    |
| 7 dic. | 32-20          | Casalgrande - Leno | -       | n.d.    |
| 7 dic. | Riposa: Brixen |                    |         | n.d.    |

| Andata | Andata         | 9ª/18ª giornata    | Ritorno | Ritorno |
|        |                |                    |         |         |
| 7 dic. | 27-17          | Oderzo - Salerno   | -       | n.d.    |
| 7 dic. | 22-15          | Mestrino - Ariosto | -       | n.d.    |
| 7 dic. | 37-23          | C. Magnago - Nuoro | -       | n.d.    |
| 7 dic. | 32-20          | Casalgrande - Leno | -       | n.d.    |
| 7 dic. | Riposa: Brixen |                    |         | n.d.    |

## Statistiche

### Classifica marcatrici
Fonte: sito FIGH.
| Pos. | Giocatrice             | Squadra                 | Reti |
| ---- | ---------------------- | ----------------------- | ---- |
| 1.   | Giada Babbo            | Brixen Südtirol         | 96   |
| 2.   | Suleiky Gomez          | PDO Salerno             | 93   |
| 3.   | Ilenia Furlanetto      | Spallanzani Casalgrande | 85   |
| 4.   | Giorgia Di Pietro      | Oderzo                  | 80   |
| 5.   | Giovanna Lucarini      | Mestrino                | 76   |
| 6.   | Michela Cobianchi      | Cassano Magnago         | 73   |
| 7.   | Annagiulia Francesconi | Leno                    | 68   |
| 8.   | Bianca Del Balzo       | Cassano Magnago         | 64   |
| 9.   | Nerea Costanzo         | Leno                    | 64   |
| 10.  | Marijana Tanić         | Spallanzani Casalgrande | 62   |